# الحركة النسوية في البحرين

لولوة بنت محمد آل خليفة تولت إنشاء ورئاسة أول جمعية نسائية في البحرين والخليج العربي.

الحركة النسوية في البحرين بين عامي 1950 و1975 تشكلت كجزء من السياق الإقليمي والدولي الذي شهد تغيرات اجتماعية وسياسية هامة. خلال هذه الفترة بدأت البحرينيات في المطالبة بحقوقهن السياسية والاجتماعية مما ساهم في تعزيز دورهن في المجتمع. تأثرت الحركة النسوية بالتحولات الاقتصادية والسياسية التي شهدتها البحرين مثل اكتشاف النفط والنمو الحضري مما أتاح للبحرينيات الفرص التعليمية والمهنية.
عقدت العديد من الفعاليات والمبادرات من قبل البحرينيات، بما في ذلك تأسيس منظمات نسائية تهدف إلى تعزيز حقوق المرأة وتحسين وضعها الاجتماعي والاقتصادي. كما لعبت الحركة دورا مهما في المطالبة بحقوق سياسية مثل حق التصويت والترشح مما ساهم في تشكيل الوعي العام حول قضايا المرأة.

## المقدمة
يعد موضوع مكانة المرأة في المجتمعات إحدى المؤشرات التي بات يقاس من خلالها مدى تطورها ومستوى تحضرها، والتزامها بالقيم الانسانية واحترام حقوق الانسان من دون تمييز على أساس العرق أو النوع أو الجنس، وذلك الأمر انعكس على مكانة المرأة في البحرين.
بقيت المرأة في البحرين مغيبة لعقود عديدة عن أنشطة المجتمع، لأسباب أبرزها وضع المرأة الاجتماعي ونظرة المجتمع القاصرة إليها، نتيجة العادات والتقاليد التي جعلت دورها منحصراً في إدارة المنزل وتربية الأطفال، لاسيما في العقود الثلاثة الأولى من القرن العشرين التي سبقت التطورات الاقتصادية واكتشاف النفط.
حققت المرأة البحرينية نمواً ملحوظاً بدءً من منتصف القرن العشرين مقارنة مع بلدان الخليج العربي المجاورة، وهو أمر جاء نتيجة جهود كبيرة بذلتها المرأة خلال قرابة نصف قرن تجاوزت فيها كثير من المعوقات التي كانت حائلاً أمام تحقيق مطالبها، وأهمها التيار التقليدي المتمثل بالتيار المحافظ ورجال الدين.

## توطئة
عانت المرأة البحرينية شأنها شأن المرأة العربية والخليجية من قسوة الظروف الاجتماعية والاقتصادية لاسيما في الحقبة التي سبقت التطورات الاقتصادية واكتشاف النفط، وخضوعها بصورة شبه تامة إلى سطوة الرجل، وعزلها اجتماعياً وثقافياً داخل المنزل، ويمكن ملاحظة ذلك الأمر في طريقة بناء البيوت التي تكون أغلبها من جناحين خصص أحدهما للنساء، أطلق عليه "المحرم"، وتعزى تلك النظرة القاصرة للمرأة إلى أن المجتمع العربي كان اسيراً للثقافة الذكورية التي منحت الرجل الدور الأعلى في الأسرة والمجتمع، فضلاً عن الوصاية على المرأة، وما عليها إلا القبول والطاعة، كون مسؤوليتها في ظل ذلك الوضع محدودة على عكس مسؤوليات الرجل الممتدة والشاملة، مما جعلها فاقدة لكثير من حقوقها المشروعة، وثمة من برر ذلك كون المرأة حملت شرف الرجل والأسرة، لذلك وصل الأمر أن من حق الرجل قتل الانثى لمجرد الشك بمخالفتها قيم الشرف السائدة في المجتمع.
مارست المرأة البحرينية بعض الأعمال البسيطة التي درت عليها بعض الأرباح منها خياطة الملابس وتربية الاغنام والمواشي، علاوة على تنظيف السمك وبيعه بالنسبة لزوجات صيادي الأسماك أو المساعدة في الحقل وبيع المحصول بالنسبة لزوجات المزارعين، أما بقية فئات المجتمع الأخرى فقد اقتصر عملها على تدبير أمور المنزل وتربية الاولاد.
ومما تجدر الإشارة إليه أن القيود التي فرضت على المرأة كانت أشد وطأة وقساوة في المدينة، إذ كان يتوجب عليها عندم خروجها من بيتها ارتداء العباءة وحجب وجهها بغطاء خاص، على عكس المرأة في الريف، كانت أكثر مرونة سواء أكان ذلك في مسألة خروجها من المنزل أم وضع غطاء على وجهها، بسبب الحاجة إليها للمساعدة في بعض الاعمال وأن كانت فيها بعض القساوة، كالعمل في الزراعة وتربية الحيوانات.
ومع أن ملامح التحديث في البحرين ظهرت في عشرينيات القرن العشرين لاسيما بين صفوف المتعلمين، لكن المطالبة بإنصاف المرأة ومساواتها مع الرجل واشراكها في الحياة العامة لم تتناوله أياً من حركات التحديث آنذاك، ومن المؤكد أن ذلك يعود علاوة على نظرة الرجل القاصرة لها إلى أمور تتعلق بوضع المرأة نفسها، ومنها تدني مستواها التعليمي، واقتصار نشاطها بالأمور المنزلية والصحية والاجتماعية، فلم يكن من السهل التحاقها بالتعليم النظامي، وظل وضعها مقيداً بيد المرجعيات الفكرية والدينية، وعلى الرغم من ذلك لا يمكن الجزم بأن المرأة البحرينية كانت بعيدة عن الحراك المجتمعي، فعلى أقل تقدير يمكن القول إنها كانت حاضرة ومتفاعلة مع أهم محطات تاريخ البحرين المعاصر، فضلاً عن دورها الاساس في إدارة الأسرة وتربية الاطفال لاسيما في المرحلة التي سبقت اكتشاف النفط عند غياب الرجل في رحلة طويلة للصيد. الأمر الذي عكس أهمية دورها خلال تلك المرحلة والمراحل اللاحقة.

## ملامح الحركة النسوية في البحرين حتى عقد الخمسينيات
لم يكن تغيير وضع المرأة في البحرين واشراكها في المجتمع أمراً سهلاً، وانما مر بمراحل عديدة، ويمكن أن تكون أولى ملامح تحسن وضع المرأة هو دخولها في التعليم، وإن كان بصورته المتواضعة والبسيطة المحدودة، وهو التعليم التقليدي الذي يعرف بالكتاتيب، وعادة ما كان يقوم بتلك المهمة ما يعرف بالملا؛ وتعليم من خلال الكتاتيب اقتصر على التعليم الديني وحفظ القرآن الكريم والسيرة النبوية وتعلم القراءة والكتابة والحساب؛ وكانت بعض الأسر الميسورة تقوم بجلب معلمات لتعليم بناتهم مقابل اجر شهري.
استمر واقع التعليم في البحرين بالنمط نفسه حتى أواخر القرن التاسع عشر، عندما ظهر التعليم المنظم الذي تبنته الإرساليات التبشيرية، التي وصلت إلى المنطقة ومنها البحرين، ففي عام 1881 وصلت البعثة التبشيرية البروتستانتية البحرين، ثم تلتها البعثة العربية الأمريكية بزعامة رجل الدين صومئيل زويمر في عام 1889، وأخذت على عاتقها نشر التعليم في البلاد، ففي عام 1892 افتتحت السيدة زويمر زوجة مؤسس الإرسالية أول مدرسة لتعليم الفتيات في البحرين في مدينة المنامة التحق بها فتاة بحرينية، وأطلق عليها مدرسة جوزة البلوط للبنات، والتي عدت الأولى في تعليم الفتيات على مستوى الخليج العربي، وليس البحرين وحدها.
ركزت المدرسة على تدريس مواد اللغة الانكليزية واللغة العربية والحساب والتاريخ والجغرافية والكتاب المقدس والدروس الخاصة بالديانة المسيحية، بقصد التبشير للمسيحية، لكن مع ذلك لم تسجل في المدرسة أي حالة لاعتناق تلك الديانة، وربما يكون ذلك من ضمن اسباب قلة الاقبال على تلك المدرسة، فضلاً عن عدم رغبة الآباء في تعليم بناتهم، أما عن سبب اختيار الإرسالية لتأسيس مدرسة للبنات من دون البنين هو ما للمرأة من أثر على المجتمع بصورة عامة والأسرة بصورة خاصة، لكونها المسؤولة عن تربية الأولاد، وبذلك ظن المبشرون أن نقل الافكار المسيحية إلى الأسرة عن طريق المرأة أكثر سهولة من الرجل.
حصل تطور مهم آخر في جانب التعليم النسوي في عام 1928، إذ تم افتتاح مدرسة الهداية الخليفية للبنات، وهي أول مدرسة رسمية للفتيات تأسست في البحرين في مدينة المحرق، انشأها مجلس المعارف، وحصلت على مساعدة ودعم بعض التجار وشيوخ البحرين، ومن بين معلمات تلك المدرسة لطيفة الزياني، ومريم الزياني، وكانت المدرسة كانت الوحيدة الخاصة بالفتيات من بين جميع المدارس النظامية الموجودة في البحرين، ففضلاً عن مدارس الهداية الخليفية الأربع الخاصة بالذكور التي كانت تدار من قبل مجلس المعارف التابع للوقف السني، كانت هناك مدرستين تابعتين لمجلس المعارف الجعفري، وهما المدرسة الجعفرية في المحرق افتتحت في 1927، والمدرسة العلوية في قرية الخميس تأسست في 1928.
لم يكن الهدف الرئيس من تعليم الفتيات آنذاك من أجل العمل وكسب الرزق، لأنه في الاصل لا توجد أمامهن فرص للتوظيف إلا في قطاعي التربية والصحة، بقدر ما هو تعليمهن على شؤون التدبير المنزلي وتربية الأطفال.
وعلى الرغم من تأييد ودعم العناصر المستنيرة والمثقفة للمدرسة، إلا أنها واجهت مشكلة معارضة بعض فئات المجتمع كالتيار المحافظ ورجال الدين، بحجة أن تعلم الفتيات للقراءة والكتابة قد يكون سبباً في افساد اخلاقهن.
وعلاوة على تعليم الفتيات، كان لظهور بوادر المجتمع المدني وتحرك الجانب الثقافي في المجتمع البحريني من خلال ظهور عدد من الأندية وأن كانت خاصة بالرجال فقط، وأبرزها نادي اقبال في عام 1913، والنادي الإسلامي، والنادي الرياضي في عام 1918، والنادي الثقافي الأدبي في مدينة المحرق عام 1919، وغيرها من الأندية التي ظهرت تباعاً من اسباب تحسن وضع المرأة، وكذلك انتقال المجتمع البحريني خلال عقد ثلاثينيات القرن العشرين من المجتمع المغلق المعتمد في اقتصاده على الغوص وصيد اللؤلؤ والسمك والزراعة البسيطة إلى مجتمع الوفرة المختلطة، وما تبع ذلك من توسع في التعليم والرعاية الصحية ونمو البنى التحتية من ابنية وشوارع ومستشفيات ومدارس ومشاريع اسكانية، فضلاً عن ظهور جيل من المثقفين دعا إلى تحرير المرأة وتعليمها، ومشاركة الرجل في الحياة العامة، وانتقاد النظرة القاصرة لها، وفي الوقت نفسه ظهرت دعوات نسائية طالبت بحرية المرأة وحقها في التعليم، وفي هذا الشأن نشرت إحدى الفتيات مقالة في مجلة صوت البحرين حملت عنوان خطاب مفتوح إلى فتيات البحرين من واحدة منهن، طالبت بمنح المرأة كامل حريتها، والسماح لها بالعمل، وتطبيق التعليم الالزامي للبنات في سن السابعة.
كانت نتائج المطالبة بتغيير وضع المرأة في المدن أكثر منها في القرى، وإن كانت مقتصرة على بعض الأسر الثرية والمثقفة، أما بالنسبة للطبقات الفقيرة وسكان القرى فقد استمر وضع المرأة على حاله، الذي كان يحظر عليها مغادرة المنزل إلا للضرورة أو العمل في المزرعة، وفي ذلك الشأن علق أحد المراقبين، قائلا: "كان من النادر أن يسمح القروي لزوجته بالذهاب خارج القرية، أو أن يسمح الاب لابنته بالزواج خارج قريتهم".
استفادت المرأة في تلك المرحلة من إكمال دراستها خارج البلاد أسوة بالرجل، فعلى سبيل المثال التاجر حسين يتيم ارسل ابنته عايشة للدراسة في جامعة اكسفورد في انكلترا عام 1936، وفي عام 1937 أقرت حكومة البحرين إرسال الفتيات خارج البلاد للتعلم، وتم إرسال أول ثلاث فتيات إلى لبنان والعراق لتعلم التدريس والتمريض في عام 1939، ومن بين ابرز الفتيات اللاتي تم ابتعاثهن خارج البحرين فاطمة علي ابراهيم الزياني أول امرأة مارست مهنة التمريض في البحرين مطلع اربعينيات القرن المنصرم، بعد اشتراكها في أول بعثة نسائية بحرينية إلى العراق للدراسة في مدرسة الممرضات في بغداد، وبعد عودتها إلى البحرين عملت في مستشفيات البحرين وفتحت صيدلية باسمها، كما كانت أول امرأة بحرينية تحصل على رخصة سياقة، ويبدو أن للبيئة التي احاطت بالزياني أثر في تكوين شخصيتها، فقد كان والدها أحد تجار اللؤلؤ، ومهتماً بالتعليم، وفي ظل ذلك الجو الأسري درست في ثلاثينيات القرن العشرين في مدرسة الإرسالية الأمريكية في المنامة.
ساهم حصول المرأة على قسطاً من التعليم في اندماجها مع المجتمع ونمو مكانتها الاجتماعية، وبداية خروجها عن الاعراف والتقاليد المفروض عليها، وربما كان لظهور النفط، وانفتاح البحرين على العالم الخارجي، وتأثرها بالأحداث العربية والاقليمية والعالمية، ودخول بعض الجاليات العربية والاجنبية للبحرين من اسباب تحسن وضع المرأة، فضلاً عن دور الصحافة في طرح قضايا التجديد، ورفع القيود عن المرأة ومشاركة بعض النساء الكتابة في الصحافة لاسيما في صحيفة البحرين (1939-1944) لعبد الله الزايد، بأسماء مستعارة أو ذكر أول حرفين من اسمائهن نظراً للتقاليد الاجتماعية المعروفة آنذاك.
ومن جانب آخر، ولد حصول كثير من النسوة الرقيق على حريتهن، إذ كان بإمكان من تريد أن تعتق من العبودية تقديم طلب إلى الممثل السياسي البريطاني في البحرين، مشكلة انتشار بيوت الدعارة بصورة لم تألفها البحرين من قبل لاسيما في السنوات التي زامنت الحرب العالمية الثانية، وذلك بسبب عدم توفر فرصة عمل لجأ كثير منهن إلى ممارسة الدعارة.
إن كل ما تقدم ذكره لم يفض إلى عمل نسوي منظم وواضح، ما عدا بعض النشاطات البسيطة التي كانت تقوم بها مدرسات وطالبات مدرسة الهداية الخليفية للبنات أو خديجة الكبرى بعد عام 1946، ومن بينها تقديم المساعدة للأسر الفقيرة والايتام. وذلك يعني الغياب التام للمؤسسات النسوية التي تنظم العمل النسوي بالصورة التي تلبي مطالب المرأة البحرينية.

## تطور الحركة النسوية حتى الاستقلال 1971
مثلت مرحلة خمسينيات القرن العشرين منعطفاً مهماً في تاريخ البحرين، وذلك لأنها اتسمت بالعمل المكثف من قبل الحركات والتنظيمات الوطنية، وارتفاع عدد المنتمين لها، والتي يمكن عدها مرحلة انتقالية بين مرحلتين في العمل التنظيمي والمطالبي، ومن ضمنها العمل النسوي المنظم ويظهر أن أغلب الأثر على البحرين جاء معظمه من العراق وبلاد الشام ومصر، كون الحراك الاجتماعي في تلك البلدان اسهم بصورة مباشرة وغير مباشرة في وعي المرأة وأهمية دورها ومكانتها في المجتمع، ورفع مستواها الاجتماعي والتعليمي والثقافي، فضلاً عن الاقتصادي بصورته البسيطة كتدريب النساء على الأعمال المنزلية واليدوية، وتشكيل كيانات اجتماعية خاصة بالمرأة.
شاركت المرأة البحرينية الرجل في كثير من المجالات التي كانت منحصرة به، ومن أهمها سجلت أول مشاركة نسوية في الانتخابات البلدية التي جرت في عام 1952 وفقاً لقانون انتخابات المجالس البلدية لعام 1951، مقابل عدد من الشروط أهمها أن تملك عقاراً مسجلاً باسمها، وملتزمة بدفع الرسوم البلدية، وبتلك الخطوة تمكنت المرأة البحرينية من سبق كثير من البلدان العربية وفرض حقها في اختيار من تراه مناسباً في تمثيلها.
وفي اطار انفتاحها على المجتمع طالبت المرأة البحرينية بالسفور وعدم فرض الحجاب عليها، وبذلك الشأن نشرت مقالات في صحيفة الوطن، للمطالبة بسفور المرأة كتبتها بعض الناشطات في مجال حقوق المرأة، ومن جانب آخر منحت المرأة خلال عقد الخمسينيات حرية ارتياد دور السينما التي كانت محرمة عليها، وخصص لها يوم أو يومان في الاسبوع بحسب كل دار، على الرغم من موجة من الانتقادات كون أغلب الافلام التي كانت تعرض فيها مشاهد غير لائقة. وازاء المطالبات بحقوق المرأة وتحريرها من القيود المجتمعية، ظهرت ثلاثة آراء، الأول طالب بالإمعان بعزل المرأة والحفاظ على حجابها خوفاً من انحرافها، والثاني رأى وجوب رفع الحجاب عنها ومشاركتها الرجل في الحياة العامة، والثالث تبنى موقفاً توافقياً بين السماح للمرأة في المشاركة في الحياة العامة وبين التزامها بحجابها للحفاظ على تماسك المجتمع.
يبدو أن تحسن وضع المرأة كان حافزاً للعمل النسوي المنظم، وإن كان في بدايته بصورة عمل تطوعي خيري، ففي عام 1951 دعت السيدة بلجريف زوجة المستشار البريطاني في البحرين تشارلز بلجريف، ووفيقة ناير إلى اجتماع في مدرسة الزهراء للبنات على أثر حريق شب في منطقة الحورة والتهم بعض من المنازل المبنية من السعف، وتدارست المجتمعات تنظيم العمل التطوعي الخيري ومساعدة الفقراء، والمتضررين من الحرائق المتكررة للبيوت المبنية من سعف النخيل، وكما تمت في الاجتماع الدعوة إلى تنظيم العمل النسوي من خلال تأسيس الجمعيات والأندية، وفي 5 يناير 1953 أعلن عن تأسيس أول نادٍ في البحرين والخليج العربي للنساء، الذي شكل بداية لمرحلة مهمة لمشاركة المرأة في الحياة العامة، وضم نخبة من نساء الأسر الثرية والمثقفة لاسيما نساء أسرة آل خليفة الحاكمة، والأسر المقربة منها، ومن اهداف النادي العمل الخيري التطوعي، ومساعدة الأسر الفقيرة والمحتاجة، وتعليم النساء شؤون إدارة المنزل وفنون الطهي والعناية بالأطفال وتربيتهم وتعلم الخياطة، وفكرة تأسيس النادي ترجع إلى الشيخة نيلة بنت خالد آل خليفة، كونها كانت على دراية بذلك النوع من العمل النسوي نتيجة وجودها في القاهرة ومشاركتها في عضوية نادي السيدات في القاهرة، ومن أجل تطبيق الفكرة على أرض الواقع عقد اجتماع ضم الشيخة نيلة بنت خالد آل خليفة وثلاث نساء من الأسرة الحاكمة وهم الشيخة نورة بنت عبد الله بن عيسى آل خليفة، والشيخة موزة بنت محمد بن عيسى آل خليفة، والشيخة لولوة بنت محمد آل خليفة، فضلاً عن ثلاث نساء بريطانيات، وبعض نساء الطبقات العليا من مجتمع البحرين، وأغلب اجتماعات النادي كانت تعقد في مدرسة الزهراء للبنات.
وفي اجتماع تأسيس النادي تم انتخاب السيدة بلجريف رئيسة للنادي، وعائشة يتيم سكرتيرة، علاوة على 11 عضوة، وجرى الاتفاق على رسم دخول النادي، وقدره 10 روبيات، والاشتراك الشهري 3 روبيات، أما نساء الأسرة الحاكمة فقد استمرين في دعم النادي وتشجيعه بالخفاء بسبب انسحابهن من عضوية النادي نتيجة اعتراض شيخ البحرين الشيخ سلمان بن حمد آل خليفة على مسألة وجودهن.
ويبدو أن نادي البحرين للسيدات لم يكن واجهة للحركة الاجتماعية السياسية بقدر ما كان واجهة لفئة من النساء اللاتي لديهن تعليم معتد به، ولهن خبرة في العمل الخيري والاحساني، لذلك نلاحظ تركز اعماله على العمل الخيري والتطوعي ومساعدة الفقراء، وتعليم النساء بعض المهن الضرورية.
واجه النادي حملة معارضة من التيارات المحافظة، ومنها ما عرف بجماعة الدعوة إلى الاسلام التي اصدرت بياناً هاجمت فيه النادي، ختم بنداء: "قاطعوا هذا المنكر وحاربوه وأعلنوا النكر والنكير على القائمين والقائمات بأمره، اقتلوه في مهده قبل أن يرى النور، وإلا فالويل منه ثم الويل لنا جميعاً"، مقابل ذلك رد النادي ببيان موقع باسم المدرسات المسلمات المحافظات الوطنيات استنكر فيه بيان جماعة الدعوة، وفي وسط تلك البيانات المتبادلة ابدى الزعيم الوطني المعارض آنذاك عبد الرحمن الباكر، اسفه الشديد، موضحاً أنه سابق لأوانه تأسيس نوادي للنساء في البحرين، في الوقت الذي لم تؤد نوادي الرجال دورها على الرغم من مرور أكثر من ربع قرن على وجودها، وفضل بدلاً عن ذلك تأسيس جمعيات الرعاية الطفل والأسرة، وعلي ما يبدو أن موقف الباكر لم يكن نابع عن موقف اجتماعي بقدر ما كان استهداف سياسي لسياسة بلجريف كون زوجته كانت إحدى مؤسسات النادي، وفي الشأن نفسه دعم المثقف العراقي جورج كارنيك میناسیان رئيس تحرير جريدة الخميلة موقف الباكر على الرغم من الاختلاف الفكري بين الشخصين كون ميناسيان كان ذو توجه ليبرالي، فقد بين أن المجتمع البحريني غير مؤهل لاستيعاب ناد للسيدات، وذلك الموقف قابله موقف مؤيد من قبل جريدة القافلة، وعلى لسان سكرتير تحريرها الذي ابدى ابتهاجه بتأسيس ناد السيدات.
وبسبب خشية عوائل عضوات النادي انسحب بعضهن من عضويته، لاسيما وأن التيار المحافظ ورجال الدين قد اتهموا النادي بأنه بؤرة للفساد وانحلال الاخلاق وموطئاً للتحلل، ومخالفة الاعراف والتقاليد وارتباطه بزوجة المستشار بلجريف إحدى واجهات الاستعمار البريطاني في البحرين، الأمر الذي قاد إلى اغلاق النادي بعد ثلاثة أشهر من تأسيسه. وهكذا يبدو أن طبيعة المجتمع البحريني المحكومة بمجموعة من التقاليد والاعراف حكمت بفشل أول تجربة للعمل النسوي المنظم.
استمرت عضوات النادي في الاجتماع في بيوتهن لمناقشة الاوضاع العامة واوضاع المرأة البحرينية، وبحث سبل خدمة المجتمع، ونتيجة احتكاك بعضهن بالجاليات الاجنبية، وبسبب حاجة مستشفى النعيم التابع لحكومة البحرين إلى من يجيد التكلم باللغة الانكليزية للتواصل مع المرضى كون أغلب الممرضات اجنبيات، طلب من عضوات النادي التعاون مع إدارة المستشفى في ذلك الجانب، وبعد مباشرة عدد منهن في المستشفى، وأثناء زيارة منازل الامهات بعد الولادة لاحظن أن أغلب الأسر لا تسطع توفير احتياجات الأم والوليد، الأمر الذي دعاهن إلى التبرع لتوفير تلك الاحتياجات.
لم يمنع غلق نادي السيدات من تكرار تلك التجربة، ففي العام نفسه الذي اغلق فيه نادي السيدات عام 1953 تم تأسيس جمعية رعاية الطفولة والأمومة، وبدعم من المجموعة نفسها التي أسست نادي السيدات، وكانت الاجتماعات تعقد بالتناوب في منازل عضوات الجمعية، وتوجب على من تريد الانضمام للجمعية أن لا يقل عمرها عن 15 عاماً، وأن تكون بحرينية وذات سمعة جيدة، ومن الملاحظ أن معظم العضوات كن في الثلاثينيات والاربعينيات من العمر، ولديهن تعليم ثانوي ولكون أغلب عضوات الجمعية من الأسر المستفيدة من نظام الحكم والأسرة الحاكمة، لذلك فإن موقفها من القضايا السياسية وصف بأنه كان يميل إلى الاعتدال أكثر منه للتشدد، والقرب من توجهات الحكومة.
تعدت الجمعية في نشاطها المجال المحلي إلى خارج الحدود، ففي عام 1956 قدمت الدعم للهلال الأحمر المصري إبان العدوان الثلاثي على مصر عام 1956، بعد أن حصلت على إذن من قبل مستشار حكومة البحرين، وبلغت قيمة ما جمعته عضوات الجمعية من تبرعات قرابة 5348 جنيهاً مصرياً. ويظهر أن الجمعية حازت على ثقة الشارع البحريني لتتمكن من جمع هكذا مبلغ قياساً مع عمرها وامكانيتها.
تأخر اشهار تأسيس الجمعية حتى عام 1960، ففي عام 1959 تمت الدعوة لعقد اجتماع ضم الشيخة نيلة بنت خالد آل خليفة وثلاث سيدات من أسرة آل خليفة والأسر البحرينية، رفعت خلاله الحاضرات طلباً إلى الشيخ سلمان بن حمد آل خليفة لتأسيس الجمعية، وفي يناير 1960 تمت الموافقة على طلب التأسيس من خلال المرسوم ذي الرقم 5814، وتكونت الجمعية من 30 عضوة من مختلف فئات المجتمع البحريني، واصبحت السيدة وليشاير رئيسة للجمعية والسيدة سلوى العمران نائبة وأمينة سر، والشيخة نورة آل خليفة أمينة صندوق، والسيدة سميث زوجة سكرتير حكومة البحرين مساعدة أمين صندوق، وفي يوليو 1961 تمت المصادقة على قانون الجمعية الذي ركز على دور المرأة واحترام حقوقها، وكذلك على المسائل الاجتماعية عن طريق انشاء مدارس خاصة بالتدريب على مهنة التمريض، ومن بين ما نادت به الجمعية هي التدرج في منح المرأة لحقوقها السياسية والتشريعية. وهي أول إشارة للمطالبة بالحقوق السياسية للمرأة البحرينية من قبل جمعية نسوية منظمة.
وحتى عام 1961 لم يكن للجمعية مقراً خاصاً بها، وبعد مشاورات مع السيد سميث سكرتير الحكومة تم الاتفاق على أن يكون مستشفى النساء الجديد في السلمانية كمقر مؤقت للجمعية، الأمر الذي ساهم في زيادة الروابط بين عضوات الجمعية، وزادت حملات التوجيه والتوعية التي قامت بها العضوات للأمهات لاسيما في القرى بعد الولادة، ثم انتقل مقر الجمعية إلى شقة ملك لزوج عضوة النادي لطيفة فخرو، الوجيه عبد الله أحمدي، بعدها انتقلت الجمعية إلى شقة أكبر في العدلية بسبب توسع اعمال الجمعية وحاجتها إلى مقر اكبر، وفي عام 1964 حصلت الجمعية على قطعة أرض مجاورة لمستشفى السلمانية شيدت عليها مقر الجمعية الجديد.
ومن جانب آخر، وفي اثناء تأسيس الهيئة التنفيذية العليا في عام 1954 كحركة وطنية معارضة للسياسة البريطانية في البلاد، شاركت المرأة البحرينية في عدد من التجمعات التي دعت لها الهيئة ففي نوفمبر 1954، الذي صادف المولد النبوي الشريف شاركت نساء البحرين في التجمع الحاشد في مسجد العيد، وقد بلغ عدد الحضور قرابة 10 آلاف شخص بما فيهم النساء، وبدأت كثير من النساء وبتشجيع من اقاربهن بالنزول إلى الشارع للاشتراك في التظاهرات وحضور التجمعات الشعبية التي دعت إليها الهيئة، وخصصت كثير من الصحف بعض اعمدتها للنساء، وقد استغلت بعض الفتيات تلك المظاهرات للمطالبة بتحرير المرأة ونيل حقوقها كاملة، ومن بينها المطالبة بسفور المرأة، حتى أن بعض الفتيات فمن بخلع الحجاب والعباءة وحرقها أمام جموع المتظاهرين، كدلالة على المطالبة بتحرير المرأة، كما شاركت النساء في مظاهرات التنديد خرجت بالعدوان الثلاثي على مصر عام 1956.
وتزامن مع تلك الاحداث تأسيس جمعية نهضة فتاة البحرين في عام 1955، التي عدت أول جمعية معترف بها في البحرين والخليج العربي، وفكرة انشاء الجمعية تعود إلى السيدة عائشة يتيم إحدى عضوات نادي البحرين، ففي عام 1954 قررت السيدة عائشة يتيم احياء التجمع، ولأجل ذلك قامت بفتح منزلها وعقد اجتماع اسبوعي حضره عدد من النسوة، وبعد التداول تقرر ترجمة تلك الجهود على صورة جمعية، وبعد موافقة الحكومة اعلن عن تأسيس الجمعية، واختيار عائشة يتيم رئيسة لها، وفائقة المؤيد سكرتيرة، ولولوة الزياني أمينة صندوق، فضلاً عن 25 عضوة، وفي عام 1958 زاد عدد العضوات وبلغ 50 عضوة، ونتيجة دعم الوجهاء والتجار تمكنت الجمعية من بناء مقر خاص بها في عام 1962.
كانت أغلب المنتميات للجمعية من أسر النخبة، ومن الطبقة المتنفذة سياسياً واقتصادياً والفئة المتعلمة، لاسيما وأن أعداد المتعلمات كانت في زيادة مستمرة بسبب التوسع في عدد المدارس الخاصة بالإناث، وحصول عدد من خريجات الدراسة الثانوية على فرص لإكمال تعليمهن الجامعي خارج البلاد، بعد أن سمحت الحكومة بذلك للفتيات أسوة بالذكور في عام 1956.
ومن أبرز ما قامت به جمعية نهضة فتاة البحرين تقديم الدعم إلى الأسر الفقيرة، والمساهمة في مكافحة الأمية في البلاد، إذ افتتحت فصولاً لتعليم النساء القراءة والكتابة والحساب، وفصولاً المتابعة الدراسة الابتدائية والإعدادية، وانشاء حضانة ورياض أطفال، ومشاغل للتعليم الخياطة في المناطق الشعبية، ومن جانب آخر ساهمت في إعداد بعض الدراسات التي بحثت في مشاكل اجتماعية ملحة، مثل ارتفاع نسبة الطلاق واوضاع المرأة البحرينية، علاوة عن دراسات تعلقت بالأطفال. ومن جانب آخر تعدت نشاطات جمعية فتاة نهضة البحرين المستوى الداخلي إلى خارج البلاد، من خلال المساهمة في جمع التبرعات لمساعدة الشعب الجزائري في نضاله ضد الاحتلال الفرنسي.
وفي انتفاضة مارس 1965 المناهضة لسياسة شركة بابكو النفطية البريطانية وتسريح 400 عاملاً بحرينياً، وتطورها إلى انتفاضة ضد السياسة البريطانية في البلاد، شاركت المرأة في بعض احداثها، وعلى سبيل المثال تأييد طالبات ومدرسات المدرسة الثانوية في المنامة، ومحاولة الخروج في مظاهرات داعمة للانتفاضة، لكن بسبب غلق ابواب المدرسة منعن من الخروج، كما شاركت بعض النسوة في الاحتجاجات التي كانت تجوب الشوارع، حتى أن إحداهن سمح لها في دخول مسجد الشيخ حمد بالمحرق والقاء كلمة من على منبر المسجد، فضلاً عن تجمع بعض النساء عند ابواب البيوت لتقديم الدعم للمتظاهرين، والمساعدة إذا تطلب الأمر ذلك، لاسيما عند ملاحقة الشرطة لهم من خلال اخفاء بعضهم في البيوت، واسعاف الجرحى والمصابين من القنابل المسيلة للدموع، كما استغلت بعض النساء احداث الانتفاضة للمطالبة بتحرير المرأة، وقام بعضهن بنزع العباءة السوداء وحرقها أمام جموع المتظاهرين على اعتبار أنها كانت رمزاً للعزل الاجتماعي والاقصاء.
ومن ضمن الجمعيات الأخرى التي تأسست في البحرين جمعية أوال النسائية في مدينة المحرق في عام 1967، وسجلت رسمياً في عام 1970، وتنحدر معظم عضوات الجمعية من الطبقة الوسطى، وغالبيتهن من المعلمات والموظفات، وبعض ممن تلقين تعليمهن في خارج البلاد، وابرز ما ركزت عليه الجمعية العمل المطلبي النسوي، والابتعاد عن العمل الخيري، وقد شارك بعضاً من عضوات الجمعية في التنظيمات السياسية التي انتشرت خلال تلك الحقبة، لاسيما اليسارية والقومية كالجبهة الشعبية لتحرير الخليج العربي المحتل التي قادت العمل المسلح انطلاقا من ظفار في سلطنة عمان، وجبهة التحرير الوطني البحريني، وهو جناح الحزب الشيوعي البحريني، وكذلك حزب البعث العربي الاشتراكي، وطالبت الجمعية بإجراء اصلاحات سياسية بالنسبة للمرأة، واصدار قانون للأحوال الشخصية يتلاءم مع متطلبات العصر وعلى ما يبدو أن الحركة النسوية بدأت تنضج، لتعبر عن توجهها السياسي.
ومن بين أهم الجهود التي بذلتها الجمعيات في البحرين في مجال محو الأمية وتعليم الكبار سداً للنقص وتعويض غياب المؤسسات الرسمية التي ركزت على التعليم النظامي، وابرز الجمعيات التي نشطت في ذلك الجانب هما جمعيتي أوال النسائية، ونهضة فتاة البحرين، اللتان ركزت جهودهما على القرى والارياف التي لم تصلها الخدمات بصورة كافية، إذ كان يوجد عدد كبير من الفتيات اللواتي حرمن من التعليم نتيجة اوضاع اسرهن، كما قمن بافتتاح فصول دراسية للفتيات اللواتي لم يستطعن الالتحاق بالدراسة الثانوية، ونتيجة لزيادة عدد الإناث الملتحقات في التعليم، بسبب تطبيق نظام التعليم الثانوي، اصبحت خريجات المدارس الثانوية مدرسات، وفي عام 1962 أنشأ قسم خاص لإعداد المعلمات في المدارس الثانوي، واستمر ذلك القسم حتى عام 1967، إذ افتتح المعهد العالي للمعلمات، وتلتحق به خريجات المرحلة الثانوية، ومدة الدراسة فيه عامين دراسيين، يمنح شهادة الدبلوم للمتخرجات.
وفي إطار تأسيس الجمعيات النسوية تم في العام 1970 تأسيس جمعية الرفاع الخيرية الثقافية، وأغلب المنتميات لها من المدرسات والموظفات، والجمعية كانت ذات توجه خيري، ومن ضمن اهدافها رفع مستوى المرأة الثقافي والاجتماعي والصحي، وتوعية المرأة للدفاع عن حقوقها، والمساهمة في محو الأمية، فضلاً تقديم المساعدات للفقراء والمحتاجين.
ويظهر مما تقدم أن الحركة النسائية خلال المدة التي سبقت استقلال البحرين في عام 1971 لم يتجاوز نشاطها العمل التطوعي والخيري وتقديم الدعم والمساعدة للأسر الفقيرة والمحتاجة في أغلب الاحيان.

## الحركة النسوية خلال العهد الدستوري (1971-1975)
شهدت البحرين خلال المدة (1971-1975) مرحلة جديدة ومختلفة عن التي سبقتها في عمل وتوجهات الجمعيات والمنظمات النسائية، ومما لا شك فيه أن من بين اسباب تطور الحركة النسائية هي متطلبات المرحلة الجديدة، وازدياد احتكاك المرأة بالمجتمع لاسيما وأنها بدأت تحصل على فرص عمل خارج إطار مهنة التدريس، مثل العمل في المصارف والمكاتب وفي القطاع الحكومي، وصناعة النفط، والفنادق.
بلغ عدد الجمعيات النسائية في البحرين خلال المدة (1971-1975) ست جمعيات من بين 94 جمعية بحرينية، أربع منها تأسست قبل الاستقلال، وهي جمعيتي نهضة فتاة البحرين ورعاية الطفولة والامومة في المنامة، وجمعية أوال النسائية في المحرق، وجمعية الرفاع النسائية في الرفاع، فضلاً عن جمعيتين بعد الاستقلال هما جمعية فتاة الريف وجمعية النساء الدولية.
ففي عام 1972 تأسست جمعية فتاة الريف ومقرها في جد حفص من قبل فتيات ذوات اصول ريفية حاصلات على قسط تعليمي وثقافي متوسط، وعملت الجمعية على رفع مكانة المرأة في المجتمع الريفي، مما آثار الحماسة لدى نساء القرى للانخراط في صفوفها، إذ بلغ عدد المنتميات لها 100 امرأة من مختلف قرى البحرين، ومن بين أهم أهداف الجمعية توعية المرأة في الريف ورفع مستواها الاجتماعي والثقافي والصحي، وتعريف المرأة الريفية بحقوقها السياسية والاجتماعية، والجمع بين حقها في العمل، وحقها في الأسرة، كما شكلت عدد من اللجان التابعة للجمعية ابرزها اللجنة الثقافية، واللجنة الاجتماعية، ولجنة التعليم، ولجنة العلاقات العامة.
أما الجمعية الأخرى فهي جمعية النساء الدولية في عام 1974، ومقرها في المنامة، وأغلب المنتميات للجمعية من أسر وزوجات التجار والدبلوماسيين البحرينيين والأجانب المقيمين في البحرين، نتيجة قدوم عدد من البعثات الدبلوماسية بعد استقلال للبحرين، وبلغ عدد النساء المنتميات للجمعية خلال أقل من عام قرابة 85 امرأة من حوالي 25 جنسية مختلفة، وركزت الجمعية كما هو حال بقية الجمعيات النسوية الأخرى على العمل الخيري، من خلال مساعدة الفقراء والمحتاجين ورعاية الأطفال، والتعريف بتاريخ البحرين، والتأكيد على مسألة عدم التدخل في الأمور السياسية.
فضلاً عن ذلك فهناك جمعيتان مختلطتان هما أسرة الأدباء والكتاب، وجمعية الهلال الأحمر البحريني ومقرهما في المنامة، وجميع الجمعيات في البحرين كانت خاضعة لقانون الاندية والجمعيات البحريني الصادر في عام 1959، وبترخيص من وزارة العمل والشؤون الاجتماعية.
اخذت الجمعيات في البحرين على عاتقها السعي على تحرير المرأة من القيود المفروضة عليها، وتحسين أوضاعها، والمطالبة بحقوقها وانصافها في جميع المجالات ومنها السياسية، لذلك مثلت تلك الجمعيات قوة المعارضة النسائية في البلاد التي طالبت بحقوق المرأة السياسية خلال عقد السبعينيات، لاسيما المدة (1971-1975)، وعلى ما يبدو أن طبيعة النساء المنتميات للجمعيات عد من أهم اسباب تطور الحركة النسائية، فأغلبهن كن وكما أسلفنا في صفحات سابقة من نساء الطبقة الوسطى والحاصلات على تعليم جامعي من خارج البلاد.
ومما طالبت به نساء الجمعيات ضرورة مشاركة المرأة في الحياة البرلمانية أسوة بالرجل، والدعوة إلى خلق قوة ضغط على الحكومة يمكن من خلالها للمرأة الحصول على حقوقها السياسية ولأجل ذلك عقدت ندوة نسوية في 28 أغسطس 1972 تحت عنوان حقوق المرأة، شاركت فيها الجمعيات النسوية، ومن ابرز مخرجاتها اصدار بيان طالبت فيه المجتمعات الحصول على الدعم الشعبي لحق التصويت، وفي 23 سبتمبر 1972 رفعت عريضة إلى وزارة العمل تضمنت السماح للمرأة في المشاركة بالانتخابات، لكن الحكومة لم تتجاوب مع تلك المطالب، ورفضتها في 9 أكتوبر، وقبل عشرة أيام من اجراء الانتخابات التأسيسية في 20 نوفمبر من العام نفسه قدمت ممثلات المرأة عريضة إلى أمير البحرين الشيخ عيسى بن سلمان آل خليفة للغرض نفسه، لكن جميع مطالبها سوفت، على الرغم من أن دستور البحرين الصادر في عام 1973 قد أكد على مبدأ المساواة بين المواطنين في الحقوق والواجبات من دون تمييز، إلا أن المادة 183 من الدستور اشترطت فيمن يحق له تولي منصب وزاري الرجوع الى للمادة 44، التي اشترطت أن يكون اسم عضو المجلس الوطني مدرجاً في القوائم الانتخابية، وبما أن المرأة البحرينية حرمت حق الانتخاب والترشيح في تلك الانتخابات وفقا للمادة الأولى من قانون الانتخابات رقم 20 لسنة 1973، لذلك فإن النتيجة الحتمية كانت إلا يكون للمرأة أي منصب تشريعي أو تنفيذي.
وأشار بعض السياسيين، ومن بينهم وزير الشؤون الاجتماعية حسين البحارنة أن عدم مشاركة المرأة في الانتخابات بسبب وضعها الاجتماعي الذي حتم عليها ارتداء الحجاب مما جعل من الصعوبة التعرف عليها، وكذلك بسبب رفض كثير منهن وضع صورهن على المستمسكات الشخصية، فضلاً عن كون معظمهن أميات، وهو الأمر نفسه الذي أكد عليه عضو المجلس التأسيسي صادق البحارنة، معللا ذلك بأن المرأة في البحرين مكلفة بارتداء الحجاب، والأمر الآخر أن تقريباً 60% من نفوس البحرين هم من الريف.
اصبح أمر مشاركة المرأة في الانتخابات والشؤون السياسية محل جدل ونقاش بين التيارات الفكرية والسياسية التي تباينت في مواقفها بين مؤيد ورافض، فتيار المتنورين كان مع مشاركة المرأة الكاملة في الشؤون السياسية سواء أكان ذلك في الانتخاب أم الترشيح في الانتخابات النيابية أو البلدية أم المساهمة في المؤسسات والجمعيات، أما التيار الاسلامي بشقيه الشيعي والسني كانت له مواقف مختلفة عن تيار المتنورين، فالكتلة الدينية الشيعية التي تشكلت في عام 1972 كانت مع مشاركة المرأة في الحياة العامة، لكنها كانت ضد مشاركتها في الانتخابات، أما التيار السني الذي انقسم إلى تيارين هما السلفي الذي حرم مشاركة المرأة في الانتخابات النيابية والبلدية علاوة على تسنمها أي منصب في المؤسسات والجمعيات، وتيار الاخوان المسلمين الذي كان مع دور المرأة السياسي، لكن كان ضد ترشيحها للانتخابات النيابية والبلدية، والسماح لها بالانتخاب للمساهمة في ترشيح الرجال، وعلى ما يبدو أن موقف التيار الاسلامي من المرأة لم يكن مقتصراً على المشاركة السياسية، إذ إنه كان ضد اختلاطها مع الرجل في المؤسسات الحكومية والتعليم، ومما ساعد التيار الإسلامي وجود اتباع كثر من النساء المؤيدات لذلك التيار، وأغلبهن من النساء المتشددات اللواتي كن يدافعن عن حشمة المرأة وعن حجابها، ويؤكدن على أهمية دور المرأة في الأسرة، ومما يؤكد ذلك اقتراح الكتلة الدينية الشيعية قانون يمنع الاختلاط داخل الاماكن العامة، ومنع المدرسات من تدريس الأطفال الذكور، والطبيبات والممرضات من معاينة ومعالجة المرضى الذكور، الأمر الذي قاد إلى استنكار الجمعيات النسائية ورفض ذلك المقترح الذي عد تدخلاً سافراً في حقوق المرأة والنيل من حريتها الشخصية واستهداف لها.
وفي ظل تلك الاوضاع عقدت جمعيات نهضة فتاة البحرين وجمعية أوال النسائية وجمعية الرفاع الخيرية اجتماعاً في 26 يوليو 1973، ومن جملة ما اتفقت عليه تلك الجمعيات ضرورة حصول المرأة البحرينية على حقوقها كاملة وفقاً للدستور البحريني واستنكار استثناء المرأة من المشاركة في الانتخاب والترشيح، والدعوة إلى اجتماع عام تحضره الأندية والجمعيات الشبابية، وتشكيل ثلاث لجان الأولى في المنامة والثانية في الرفاع والثالثة في المحرق، وتشكيل لجنة مشتركة انيطت بها مهمة مقابلة وزير العدل لتدارس أمر حصول المرأة على حقوقها السياسية كاملة، والتأكيد على منحها حق الانتخاب والترشيح، ومن أجل ذلك الغرض رفعت عريضتين الأولى لأمير البحرين الشيخ عيسى بن سلمان آل خليفة، والثانية لرئيس المجلس الوطني، وبعد مناقشات شهدها المجلس النيابي لم تنصف المرأة بعد أن قرر الاعضاء التأكيد على مسألة عدم مشاركة المرأة في الأمور السياسية، أما الحكومة، ومع أنها أكدت على تفسير مفردة المواطنة بأنها تشمل الذكور والإناث على حد سواء بحسب المادة الأولى من دستور البحرين، إلا أنها كانت مع تأجيل منح المرأة حقوقها السياسية إلى وقت لاحق.
ويبدو أن التنافس بين الجمعيات وعدم التنسيق بينها قد أضعفها وأجل مسألة حصولها على حقوقها السياسية، والأمر الآخر عدم وجود تنظيمات حزبية سياسية تتبنى قضية المرأة، ومن جانب آخر قناعة التيارات المحافظة والدينية بأن مكان المرأة الطبيعي هو المنزل وفقاً لأحكام الشريعة الإسلامية.
إن كل ما تقدم ذكره من اسباب كانت كفيلة بتحجيم دور المرأة، ومنعها من تأدية دورها بالصورة التي كانت تتناسب مع موقعها وحجمها الاجتماعي في المجتمع البحريني، وبدا ذلك الأمر واضحاً نتيجة لإيقاف العمل بالدستور في أغسطس 1975 وحل المجلس الوطني نتيجة الخلاف على تشريع قانون أمن الدولة الذي منح بموجبه السلطة التنفيذية مجلس الوزراء صلاحيات استثنائية من دون الرجوع للسلطة التشريعية، مما جعل البحرين تشهد فراغاً دستورياً استمر حتى تسعينيات القرن العشرين واوكلت المهام التشريعية للسلطة التنفيذية، الأمر الذي قاد إلى تفاقم الأوضاع في البحرين، مما انعكس على وضع المرأة البحرينية، وتركز نشاطها على العمل الخيري والتطوعي.
إن اجراء الحكومة جعل المرأة تعود إلى نقطة الشروع خلال الحقبة التي سبقت خمسينيات القرن العشرين، مما جعلها أثقل المهمة التي كانت تحملها المرأة البحرينية في اثبات وجودها.

## الخاتمة
من غير المنصف أن نحدد عقد خمسينيات القرن العشرين بداية لانطلاق الحركة النسوية في البحرين، إذ إن المرأة البحرينية وعلى الرغم من كل الظروف التي احاطت بها لكنها أدت دورها المجتمعي كمدبرة منزل ومسؤولة عن تربية اطفالها، ومشاركة للرجل في بعض الأعمال خارج المنزل لاسيما المرأة الريفية التي شاركت الرجل في زراعة الأرض وتربية المواشي، لكن عندما يكون القصد بالحركة النسوية المنظمة، فإن البداية الحقيقية لها بدأت منذ ذلك التاريخ، أي مع تأسيس أول ناد نسوي بحريني منظم خاص بالنساء في عام 1953.
ركزت أغلب الجمعيات النسوية التي شهدتها البحرين خلال المدة التي سبقت الاستقلال في عام 1971 على الجانب التطوعي والخيري في حراكها، ولم تهتم كثيراً بالجانب السياسي إلا بعد استقلال البحرين.
واجهت المرأة البحرينية في حراكها المجتمعي معارضة التيارات المحافظة ورجال الدين، الذين اعتبروا مشاركة المرأة في الشؤون العامة ولاسيما السياسية أمر سابق لأوانه، لكن ذلك لم يمنعها من الإصرار في الثبات على مطالبها في نيل حقوقها كاملة.
ونتيجة للظروف الاجتماعية المحيطة بالمرأة التي حكمتها الاعراف والتقاليد، وبسبب توقف الحياة النيابية وإيقاف العمل بالدستور في 1975 تم غلق جميع الأندية والجمعيات في البحرين ومن ضمنها الجمعيات الخاصة بالنساء، الأمر الذي القى بظلاله على الحركة النسوية في البحرين وتوقفها بصورة شبه تامة.